# فلسفة يهودية

الفلسفة اليهودية هي فلسفة تجمع ما كتبه الفلاسفة اليهود أو الفلسفة التي تعنى بالدين اليهودي. ويمكن إطلاقها على دراسة اللاهوت اليهودي. والفلسفة اليهودية من أقدم الفلسفات مثلها مثل الفلسفة الهندية والفلسفة الصينية. وعند الحاخامات اليهود يعتبر النبي إبراهيم أول الفلاسفة. وعند الدارسين يعتبر الفيلسوف فيلون السكندري أقدم الفلاسفة اليهود. والفلسفة اليهودية كما يرى بعض المؤرخين ليست متجانسة عبر العصور وقد تختلف من عصر إلى آخر. اما العهد القديم فهو أقدم النصوص الفلسفية في الثقافة اليهودية.
تشمل الفلسفة اليهودية (في العبرية: פילוסופיה יהודית) جميع ما قدمه اليهود أو ما يتعلق بالدين اليهودي من فلسفة. كانت الفلسفة اليهودية حتى الهاسكالاه الحديثة (التنوير اليهودي) والتحرير اليهودي مشغولةً بمحاولات تعمل على توفيق الأفكار المتينة الجديدة مع أعراف اليهودية الربانية، وبالتالي تنظيم الأفكار الناشئة الحديثة –لا تكون يهودية بالضرورة- في إطار ونظرة يهودية فريدة. وبقبولهم في المجتمع الحديث، تبنى أو طوّر اليهود ذوو التعليم العلماني فلسفاتٍ جديدةً تمامًا لتلبية متطلبات العالم الذي وجدوا أنفسهم فيه الآن.
جلبت إعادة اكتشاف الفلسفة اليونانية القديمة في العصور الوسطى في أوساط جاؤونيم القرن العاشر الميلادي في الأكاديميات البابلية الفلسفة العقلانية في اليهودية الكتابية- التلمودية. كانت الفلسفة عمومًا في منافسة مع شروحات ومعتقدات الكابالا. شكّلت كلتا المدرستين جزءًا من الأدب الرباني الكلاسيكي، ولكن تراجعت العقلانية المدرسية بالتزامن مع الأحداث التاريخية التي جذبت اليهود إلى النهج الكابالي. غيّر التحرر والالتحام مع الفكر العلماني في القرن الثامن عشر وما بعده الطريقة التي يُنظَر فيها إلى الفلسفة بالنسبة لليهود الأشكناز. امتلكت المجتمعات الأشكنازية والسباردية في وقت لاحق تفاعلًا متباينًا مع الثقافة العلمانية أكثر مما هو عليه في أوروبا الغربية. طوِّرَت الأفكار الفلسفية اليهودية عبر مجموعة من الحركات الدينية الناشئة استجابةً للحداثة، ويمكن النظر إلى هذه التطورات إما كامتدادات لشرائع فلسفة القرون الوسطى الربانية أو كانفصالات عنها، وكذلك هو الحال بالنسبة للجوانب الجدلية التاريخية الأخرى للفكر اليهودي، الأمر الذي أسفر عن مواقف يهودية معاصرة متنوعة تجاه المناهج الفلسفية.

## الفلسفة اليهودية في القرن الثامن عشر والتاسع عشر
بدأت حقبة جديدة في القرن الثامن عشر بفكر موسى مندلسون. وُصِفَ مندلسون بأنه «موسى الثالث» الذي بدأ حقبة جديدة في اليهودية كتلك التي بدأت مع موسى النبي ومع موسى بن ميمون. كان مندلسون فيلسوفًا يهوديًا ألمانيًا ساهمت أفكاره في النهضة الفكرية لليهود الأوروبيين؛ الهاسكالاه (التنوير اليهودي). أُطلِقَ عليه لقب والد اليهودية الإصلاحية على رغم من مقاومة متحدثي اليهودية الإصلاحية الاعتراف به كوالدهم الروحي. كان مندلسون شخصية ثقافية رائدة في وقته لدى كل من الألمان واليهود. نُشِرَ كتابه الأكثر أهمية القدس لأول مرة في عام 1783.
شمل القرن الثامن عشر فلاسفة يهود مهمون آخرون إلى جانب مندلسون، ومنهم:
- مناحيم مندل ليفين: فيلسوف هاسكالاه مناهض للحسيدية.
- سالومون ميمون: فيلسوف تنويري.
- إسحاق ساتانوف: فيلسوف هاسكالاه.
- نفتالي أولمان: فيلسوف هاسكالاه.[6]

من بين الفلاسفة اليهود المهمين في القرن التاسع عشر:
- إيلياه بيناموزيغ: حاخام وفيلسوف سفاردي.
- هيرمان كوهين: فيلسوف يهودي ينتمي إلى الكانطية الجديدة.
- موسى هيس: فيلسوف يهودي علماني، وأحد مؤسسي الاشتراكية.
- سامسون رافائيل هيرش: قائد مدرسة تورا إم ديريش إريتز الأرثوذكسية الجديدة في القرن التاسع عشر.
- صموئيل هيرش: زعيم الإصلاحية اليهودية.
- ناخمان كروخمال: فيلسوف هاسكالاه من غاليسيا.
- صاموئيل ديفيد لوزاتو: حاخام وفيلسوف سفاردي.
- كارل ماركس: اقتصادي ألماني وفيلسوف يهودي.

### مواقف التقليديون تجاه الفلسفة
اعتبر التقليديون الحريديون الذين ظهروا كرد فعل على الهاسكالاه أن دمج الدين والفلسفة أمر صعب؛ وذلك لأن الفلاسفة الكلاسيكيين يبدأون دون شروطٍ مسبقةٍ ليتوصلوا إلى أفكارهم بعد التقصي والبحث، بينما يمتلك المؤمنون الكلاسيكيون مجموعةً من المبادئ الدينية للمعتقدات التي يحملونها ويجب على المرء أن يؤمن بها. أكد معظم الحريديم أنه لا يمكن للمرء أن يكون فيلسوفًا ومعتنقًا حقيقيًا للدين. وبحسب هذا الرأي تفشل جميع محاولات التوليف بين الأمرين في النهاية. على سبيل المثال: رأى الحاخام ناخمان من بريسلوف أن الفلسفة غير صادقة وعبارة عن هرطقة. يَتَمَثَّل في هذا الرأي أحد أشرطة الفكر الحسيدي مع التركيز على العاطفة.
امتلك الدعاة الآخرون للحسيدية موقفًا أكثر إيجابية تجاه الفلسفة. في كتابات حباد لشنيور زلمان من ليادي، يرى زلمان أن الحسيدية قادرة على توحيد جميع أجزاء فكر التوراة من مدارس الفلسفة إلى الصوفية من خلال الكشف عن الجوهر الإلهي المضيء الذي يتخلل جميع المناهج. في تفسير الآية التالية من سفر أيوب: «من جسدي أرى الله»، أوضح شنيور زلمان المعنى الداخلي أو «الروح» للتوجه الصوفي اليهودي بطريقة عقلانية باستخدامه تشبيهاتٍ مستمدةً من واقع الإنسان. مكن ذلك العقل البشري من إدراك مفاهيم التقوى، وبالتالي مكن القلب من الشعور بحب الله وعظمته بطريقة داخلية، الأمر الذي أكّد عليه جميع مؤسسي الحسيدية. وصل هذا التطور -الذي بلغ ذروته في التعاليم اليهودية الصوفية- بين الفلسفة والتصوف من خلال التعبير عن التعالي بمصطلحاتٍ إنسانية.

## الفلسفة اليهودية في القرنين العشرين والحادي والعشرين

### الوجودية اليهودية
أحد الاتجاهات الرئيسية في الفلسفة اليهودية الحديثة كانت محاولة تطوير نظريات اليهودية من خلال الوجودية. من بين أوائل الفلاسفة الوجوديين اليهود كان الوجودي الروسي ليف شستوف (يهودا ليب شوارزمان). كان فرانز روزنتسفايج أحد أكثر الوجوديين اليهود تأثيرًا في النصف الأول من القرن العشرين. أثناء بحثه لنيل رسالة الدكتوراه عن الفيلسوف الألماني جورج فيلهلم فريدريك هيجل في القرن التاسع عشر، ناهض روزنتسفايج مثالية هيجل، كما طوّر منهجًا وجوديًا. فكر روزنتسفايج -لفترة من الزمن- باعتناق المسيحية، لكنه تحول في عام 1913 إلى الفلسفة اليهودية. أصبح روزنتسفايج فيلسوفًا كما أصبح طالبًا لهيرمان كوهين. شكَّل عمل روزنتسفايج الرئيسي نجمة الخلاص فلسفته الجديدة التي صور فيها العلاقات بين الرب والإنسانية والعالم باعتباره مرتبطة بالخليقة والوحي والخلاص. وُصِفَ الحاخام الأرثوذكسي جوزيف سولوفيتش والحاخامات المحافظة نيل جيلمان وإليوت إن. دورف على أنهما وجوديان.
وصِفَ الفيلسوف الفرنسي والمعلق التلمودي إيمانويل ليفيناس الذي نمى منهجه من فلسفة الظواهر بأنه وجودي يهودي أيضًا.

### العقلانية اليهودية
عادت العقلانية إلى الظهور مرةً أخرىً كمنظور شعبي بين اليهود. غالبًا ما اعتمدت العقلانية اليهودية المعاصرة على أفكار فلاسفة القرون الوسطى مثل موسى بن ميمون، والعقلانيين اليهود المعاصرين مثل هيرمان كوهين.
كان كوهين فيلسوفًا يهوديًا ألمانيًا كانطيًا جديدًا انتقل إلى المواضيع اليهودية في نهاية حياته المهنية في أوائل القرن العشرين، آخذًا أفكاره من موسى بن ميمون. واصل ستيفن شوارزشيلد في أمريكا تراث كوهين. ويعتبر لين غودمان من العقلانيين اليهوديين البارزين الآخرين، عمل غودمان بأساليب الفلسفة العقلانية اليهودية في العصور الوسطى. يرى الحاخامان المحافظان آلان ميتلمان من المدرسة اللاهوتية اليهودية وإليوت دورف من الجامعة اليهودية الأمريكية نفسيهما أيضًا في التوجه العقلاني، وكذلك الأمر بالنسبة لديفيد نوفاك من جامعة تورنتو. عمل نوفاك في قانون الطبيعة، وهو أحد أشكال العقلانية.
يشمل التوجه العقلاني الفلاسفة: ديفيد هارتمان، وموشي هالبرتال في إسرائيل المعاصرة.
يتخذ بعض العقلانيين الأرثوذكس في إسرائيل مقاربة «إصلاحية» في محاولة لتبسيط اليهودية الربانية وتوحيد جميع اليهود بغض النظر عن وضعهم أو تيارهم في اليهودية، لتوجهم نحو التزام أوثق بالهالاخاه، الميتزفة، والكشروت، ونحو اعتناق مبادئ الإيمان الثلاثة عشر لموسى بن ميمون. ترفض مجموعتا دور دايم ورامبام التصوف باعتباره خرافات مبتدعة لمجموعة من القوانين والقواعد الواضحة والموجزة. يوجد وفقًا لهؤلاء العقلانيين عيب وخزي يقترن بالفشل في تقصي المبادئ الدينية باستخدام أقصى درجات العقل البشري والفكر، ولا يمكن اعتبار الشخص حكيمًا أو مدركًا إذا لم يحاول فهم أصل معتقداته وتأكيد صحتها.

### لاهوت المحرقة/ لاهوت الهولوكوست
تحمل اليهودية تعاليمًا مفادها أنّ الله كلي القدرة، كلي العلم، وكلي الخير. ومع ذلك، فإن هذه الادعاءات تتناقض مع حقيقة وجود الكثير من الشر في العالم. ولعل أصعب سؤال واجهه التوحيد هو «كيف يمكن التوفيق بين وجود هذه النظرة لله ووجود الشر؟» أو «كيف يمكن أن يكون هناك جيد بدون سيء؟» «كيف يمكن أن يكون هناك إله بدون شيطان؟» هذه هي معضلة أو مشكلة الشر. اقتُرِحَت العديد من الإجابات (نظرية العدالة الإلهية/ الثيوديسيا) في جميع الديانات التوحيدية. ومع ذلك، في ضوء حجم الشر الذي شوهد في الهولوكوست، قام العديد من الناس بإعادة النظر في وجهات النظر الكلاسيكية حول هذا الموضوع. كيف يمكن أن يبقى لدى الناس أي نوع من الإيمان بعد المحرقة؟ نوقشت هذه الفلسفات اليهودية في مقالة عن لاهوت المحرقة.

### اللاهوت الإصلاحي
ربما تكون الطبيعانية الدينية التي تطورت في أوائل القرن العشرين للحاخام مردخاي كابلان أكثر أشكال الفلسفة اليهودية إثارةً للجدل. كان لاهوته البديل لفلسفة جون ديوي البراغماتية. جمعت طبيعانية ديوي المعتقدات الإلحادية مع المصطلحات بغية بناء فلسفة لأولئك الذين فقدوا الثقة في اليهودية التقليدية. أكد كابلان بالاتفاق مع المفكرين اليهود الكلاسيكيين في العصور الوسطى على أن الله ليس شخصًا وأن جميع الأوصاف التجسيمية هي استعارات ناقصة في أحسن الأحوال. ذهب لاهوت كابلان إلى أبعد من ذلك ليدعي أن الله هو مجموع كل العمليات الطبيعية التي سمحت للإنسان في تحقيق ذاته. كتب كابلان أن «الاعتقاد في الله يعني التسليم بأن قدر الإنسان هو أن يعلو فوق الغشيمة وأن يقضي على جميع أشكال العنف والاستغلال من المجتمع البشري».

### لاهوت العملية
كان الاتجاه الأخير هو إعادة صياغة اللاهوت اليهودي من خلال عدسة فلسفة العملية، وبشكل أكثر تحديدًا لاهوت العملية. تقترح فلسفة العملية أن العناصر الأساسية للكون هي فرص حدوث. وفقًا لهذه الفكرة، فإن ما يعتبره الناس عادةً أشياءً ملموسةً هو في الواقع تتالي لفرص الحدوث هذه. يمكن ترتيب فرص الحدوث هذه في مجموعات: شيء معقد مثل الإنسان هو بالتالي مجموعة تشمل العديد من فرص الحدوث الصغيرة. يتميز كل شيء في الكون –وفقًا لهذه الرؤية- بالحدوث (يجب عدم الخلط بينه وبين الوعي)؛ لا يوجد ازدواجية بين العقل والجسم في ظل هذا النظام، لأن «العقل» يُنظر إليه ببساطة كنوع متطور للغاية من الكيانات الحاصلة.
يعتبر جوهر هذه النظرة للعالم هو الفكرة التي تقول بأنّ جميع التجارب تتأثر بالتجارب السابقة، وسوف تؤثر على جميع التجارب اللاحقة. عملية التأثير هذه ليست قطعية؛ تتألف فرص الحدوث من عملية إدراك للتجارب الأخرى، ثم التفاعل معها. وهكذا يسير الأمر في «فلسفة العملية». تمنح فلسفة العملية الله مكانةً خاصّة في عالم فرص الحدوث؛ يُطَوِّق الله جميع فرص الحدوث ولكنه يتسامى فوقها أيضًا؛ وبالتالي فلسفة العملية هي شكل من أشكال وحدة الوجود.
قام تشارلز هارتشورن (1897-2000) بتطوير الأفكار الأصلية لعلم لاهوت العملية، متأثرًا بعدد من اللاهوتيين اليهود، بمن فيهم الفيلسوف البريطاني صموئيل ألكساندر (1859-1938)، والحاخامات: ماكس كادوشين، ميلتون شتاينبرغ، ليفي أولان، هاري سلومينسكي، وبرادلي شافيت آرتسون. ارتبط أبراهام جوشوا هيشل بهذا الاصطلاح أيضًا.

### الكابالا والفلسفة
بقي الكابالا محوريًا في اليهودية الحريدية الأرثوذكسية التي رفضت الفلسفة عمومًا على الرغم من إبداء حركة حباد التابعة للحسيدية موقفًا أكثر إيجابية تجاه الفلسفة. وفي الوقت نفسه، رأى الفكر اليهودي غير الأرثوذكسي في القرن العشرين الأخير اهتمامًا متزايدًا بالكابالا. وفي الدراسات الأكاديمية، بدأ غيرشوم شوليم بالتقصّي الناقد للصوفية اليهودية، بينما اعتبرت في الطوائف اليهودية غير الأرثوذكسية، التجديد اليهودي والحسيدية الجديدة، عبادة روحانية. لا يعتبر العديد من الفلاسفة هذا شكلًا من أشكال الفلسفة، لأن الكابالا عبارة عن مجموعة من الأساليب الباطنية للتفسير النصي. يُفهَم التصوف بشكل عام كبديل للفلسفة، وليس نمطًا من الفلسفة.
كان يحيى قافيه الذي كتب كتابًا بعنوان حروب الاسم ضد ما اعتبره تعاليم الزوهار الكاذبة والكابالا الزائفة لإسحاق لوريا، من بين النقاد الحديثين للكابالا، وينسب إليه الفضل في قيادة دور دايم. شارك يشعياهو ليبوفيتش علنًا الآراء المعبر عنها في كتاب الحاخام يحيى قافيه، وشرح هذه الآراء في العديد من كتاباته.